# Francisco Gabica
Francisco Gabica (ur. 31 grudnia 1937 w Ispaster, zm. 7 lipca 2014) – hiszpański kolarz szosowy startujący wśród zawodowców w latach 1961–1972. Zwycięzca Vuelta a España (1966). 

## Najważniejsze zwycięstwa
- 1962 - Clásica de Primavera
- 1966 - etap i klasyfikacja generalna Vuelta a España
- 1967 - etap w Giro d'Italia